# Sesamia tranquilaris
Sesamia tranquilaris är en fjärilsart som beskrevs av Butler 1880. Sesamia tranquilaris ingår i släktet Sesamia och familjen nattflyn. Inga underarter finns listade i Catalogue of Life.